# Orleanisme

Wapen van Frankrijk ten tijde van de orleanistische Julimonarchie (1831–1848).

Orleanisme (Frans: orléanisme) is een monarchistische stroming in Frankrijk die ontstond in de vroege 19e eeuw en een koninkrijk onder het huis Orléans voorstaat. Ten tijde van de Julimonarchie onder "burgerkoning" Lodewijk Filips (1830–1848) was dit ook daadwerkelijk het geval. Sinds de Franse Februarirevolutie van 1848 die de Julimonarchie ten val bracht, streven orleanisten naar het herstel ervan door de aanspraken van de graaf van Parijs te steunen. In 1873 sloten zij een akkoord met de legitimisten (een andere monarchistische stroming) om samen Henri d'Artois, de graaf van Chambord, als kandidaat-pretendent naar voren te schuiven. Toen die in 1883 zonder kinderen overleed, werd de graaf van Parijs voor alle monarchisten de pretendent.